# 2012 في إيران
فيما يلي قوائم الأحداث التي وقعت خلال عام 2012 في إيران.

## أحداث
- 5 ديسمبر – زلزال زهان
- 11 أغسطس – زلزال تبريز

## أفلام
من الأفلام التي صدرت هذه السنة في إيران:
- 1 يناير – موسم وحيد القرن من إخراج باهمان غوبادي.

## وفيات

### يناير
- 11 يناير – مصطفى أحمدي روشن (مواليد 1979) مصفطی.

### مارس
- 8 مارس – سيمين دانشوار (مواليد 1921) كاتبة إيرانية.

### يونيو
- 14 يونيو – حسن كسائي (مواليد 1928) فنان إيراني.